# Акунов, Бейшебек
Бейшебек Акунов (17 мая 1932, с. Чоктал, Иссык-Кульский район, Киргизская АССР, РСФСР — 25 мая 2019, Бишкек, Кыргызстан) — советский и киргизский государственный и партийный деятель, управляющий делами Совета Министров Киргизской ССР (1971—1973 и 1983—1992).

## Биография
В 1955 г. окончил Московский автомобильно-дорожный институт, в 1964 г. — аспирантуру Московского автомобильно-дорожного института и работал старшим преподавателем Фрунзенского политехнического института.
Трудовую деятельность начал начальником гаража и мастерских Фрунзенской городской автобазы № 2. С 1956 по 1960 г. — главный инженер Токмакской грузовой автобазы, заместитель директора Фрунзенского автодорожного техникума, старший референт Управления делами Совета Министров Киргизской ССР.
В 1965—1971 гг. работал в Госплане Киргизской ССР, возглавлял отдел транспорта и связи, лабораторию экономики и организации производства, а также в Управлении делами Совета Министров Киргизской ССР, где был начальником отдел плана, новой техники и трудовых ресурсов.
- 1971—1973 гг. — управляющий делами Совета Министров Киргизской ССР,
- 1973—1983 гг. — первый секретарь Октябрьского районного комитета[где?] КПСС,
- 1983—1992 гг. — управляющий делами Совета Министров Киргизской ССР.

С 1993 г. — председатель исполнительного комитета партии коммунистов Кыргызстана (ПКК). С апреля 2005 г. — заместитель председателя ПКК.
Депутат Верховного Совета Киргизской ССР X и XI созывов, депутат Жогорку Кенеша двух созывов (2000—2005, 2007—2010).
Скончался 25 мая 2019 года в Бишкеке, похоронен на Ала-Арчинском кладбище.

## Награды и звания
Был награждён орденом «Манас» III степени (2007), орденом «Знак Почёта», медалями и Почётными грамотами Верховного Совета Киргизской ССР.
Почётный гражданин города Бишкек и Иссык-Кульской области.